# Planungsverband Äußerer Wirtschaftsraum München
Der Planungsverband Äußerer Wirtschaftsraum München (PV) ist ein freiwilliger, partnerschaftlicher Zusammenschluss von rund 160 Städten, Märkten und Gemeinden, acht Landkreisen und der Landeshauptstadt München und wurde 1950 als kommunaler Zweckverband gegründet. Im Unterschied zum freiwilligen PV ist der Regionale Planungsverband München(RPV) der gesetzlich vorgesehene Zusammenschluss der Kommunen in der Planungsregion München und damit nicht zu verwechseln.
Der PV vertritt kommunale Interessen und engagiert sich für die Zusammenarbeit seiner Mitglieder sowie für eine zukunftsfähige Entwicklung des Wirtschaftsraums München. Die Mitarbeiter beraten die Mitglieder in allen Fragen ihrer räumlichen Entwicklung und übernehmen für sie vielfältige Planungsaufgaben, von Bauleitplänen über Strukturgutachten bis hin zu Schulbedarfsanalysen. Sie erstellen verschiedene Publikationen zu Daten, regionalen Themen sowie Planungsfragen und informieren über aktuelle Fachthemen. Die PV-Veranstaltungen bieten eine Plattform für den Meinungs- und Erfahrungsaustausch.

## Organisation
Der Verband ist ein Zweckverband nach dem Gesetz über die kommunale Zusammenarbeit. Der Verband ist eine Körperschaft des öffentlichen Rechts.
Seine Organe sind:
- Verbandsversammlung (166 Verbandsräte)
- Verbandsausschuss (7 Mitglieder)
- Verbandsvorsitzender Christoph Göbel, Landrat Landkreis München

Er betreibt eine Geschäftsstelle mit ca. 50 Mitarbeitern, die auch planerische Dienstleistungen für die Mitglieder übernimmt.
Finanziert wird der Verband durch Umlagen und Vergütungen für Planungsarbeiten. Die Umlagen werden jährlich mit der Haushaltssatzung festgelegt und beschlossen.

## Leistungen
Verbandsmitglieder können die Geschäftsstelle als Planer und Berater beauftragen. Angebote sind städtebauliche Pläne, Konzepte und Gutachten, Beratungs- und Koordinationsleistungen sowie Informationsdienste. Seit Gründung des Verbands haben sich Schwerpunkte planerischer Arbeit verschoben: neben den Planinhalten erlangen heute informelle Planungen, integrierte Konzepte, Beteiligungsformate (klassische Bürgerbeteiligungen und Online-Beteiligungen mit PPGIS) sowie die Steuerung und Moderation von (Planungs-)Prozessen zunehmende Bedeutung, ebenso wie Analysen und Prognosen für Bedarfsplanungen für Schulen und Kinderbetreuungseinrichtungen.

### Ortsplanung
Die Tätigkeiten umfassen Planungsleistungen nach dem Baugesetzbuch sowie für informelle Planungen. Im Vordergrund stehen Flächennutzungspläne sowie alle Arten von Bebauungsplänen, z. B. für Wohn- und Gewerbegebiete, Gemeinbedarfs- und Sporteinrichtungen, Ortsmitten, die Umstrukturierung oder Nachverdichtung bereits bebauter Gebiete. Es werden auch Verwaltungsleistungen erbracht.

### Wohnraum
Der Verband befasst sich mit Ideen und Konzepten, wie Städte und Gemeinden in der Region München erschwinglichen Wohnraum für Normalverdiener, Einkommensschwächere oder Ortsansässige schaffen können.

### Mobilität
Die Geschäftsstelle arbeitet vor allem im Schnittfeld von Verkehrsplanung und Siedlungsentwicklung und kooperiert je nach Aufgabenstellung mit Ingenieurbüros für Verkehrs- und Tiefbauplanung. Sie erstellt Konzepte für den Rad- und Fußverkehr sowie integrierte Verkehrskonzepte auf örtlicher und überörtlicher Ebene, berät Gemeinden aber auch bei kleinräumigen städtebaulichen Projekten, wie z. B. dem Bau von P+R-Anlagen oder der Umgestaltung von Straßenräumen.
Der PV erstellte das Konzept zum RadlRing München sowie eine Potenzialanalyse für Radschnellverbindungen Radschnellweg in der Region München.

### Wettbewerbe und VOF-Verfahren
Zur Planung und Umsetzung kommunaler Projekte werden Verbandsmitglieder bei hochbaulichen und städtebaulichen Architektenwettbewerben sowie komplexen Vergabeverfahren, wie VGV-Verfahren, beraten.

### Regionalentwicklung
Das Referat Regionalentwicklung beschäftigt sich mit der Entwicklung des Wirtschaftsraums München insgesamt sowie seiner Teilräume und Gemeinden. Wichtige Aufgaben in diesem Themenfeld sind die Herausgabe von Publikationen zur Gemeinde-, Kreis- und Regionsstatistik und vertiefende Analysen zu interessanten Aspekten der regionalen Entwicklung. Außerdem erstellt die Geschäftsstelle des PV auch regionsweit bedeutsame Prognosen.
Der Verband arbeitet in vielen regionalen Projektgruppen (z. B. sogenannten Inzellrunde zur Verkehrsentwicklung, Regionaler Nahverkehrsplan, AGs der EMM) mit und bringt seine Expertise sowie Ideen für eine gemeinsame Regionalentwicklung ein.

### Fachinformation
Es werden regelmäßige Fachveranstaltungen und Workshops zu Themen wie Wohnen, Mobilität, Landschaft & Freiraum sowie Digitalisierung angeboten.
Es werden unterschiedliche Fachpublikationen erstellt:
- Die jährlich erscheinenden Regionsdaten präsentieren ausgewählten Indikatoren, z. B.  Bevölkerungs-, Wirtschafts- oder Arbeitsmarktstruktur, in der Region München.
- Ebenso werden mit Kreisdaten und Gemeindedaten ausgewählte und zu Indikatoren verarbeitete, statistische Daten (Tabellen und Diagramme) über einen Zeitraum von zehn Jahren, u. a. über die Entwicklung von Bevölkerung, Arbeitsmarkt, Steueraufkommen, Wohnungswesen, Pendleraufkommen, Verkehr, Flächennutzung und Bodenpreise veröffentlicht.
- Regelmäßig erscheinen Informationsblätter zu aktuellen Themen rund um die Bauleitplanung und Regionalentwicklung

## Mitglieder
Zu den Mitgliedern zählen die Landeshauptstadt München, acht Landkreise der Region München (Dachau, Ebersberg, Erding, Freising, Fürstenfeldbruck, Landsberg am Lech, München und Starnberg), rund 160 Städte, Märkte und Gemeinden im Wirtschaftsraum München.

## Geschichte
Der Verband wurde im Februar 1950 von 38 Städten und Gemeinden, der Landeshauptstadt München und den Landkreisen Ebersberg, München, Starnberg und Wolfratshausen gegründet. Seither ist der Verband stetig gewachsen.